# Gentiana latidens
Gentiana latidens är en gentianaväxtart som först beskrevs av Homer Doliver House, och fick sitt nu gällande namn av J.S.Pringle och Weakley. Gentiana latidens ingår i släktet gentianor, och familjen gentianaväxter. Inga underarter finns listade i Catalogue of Life.